# ميشيل آرثر
ميشيل آرثر (بالإنجليزية: Michelle Arthur)‏ هي ممثلة أمريكية، ولدت في القرن العشرين في لندن في المملكة المتحدة.

## أعمال

### أفلام
- (2006) مهمة مستحيلة 3[1]
- (2012) سفينة حربية

## وصلات خارجية
- ميشيل آرثر على موقع IMDb (الإنجليزية)
- ميشيل آرثر على موقع أول موفي (الإنجليزية)
- ميشيل آرثر على موقع قاعدة بيانات الفيلم (الإنجليزية)